# Viện Dân biểu Trung Kỳ
Viện Dân biểu Trung kỳ hay Trung kỳ Nhân dân Đại biểu viện (Hán Nôm: 中圻人民代表院, tiếng Pháp: Chambre des Représentants du Peuple de l'Annam) là cơ quan tư vấn cho chính quyền Pháp ở Trung Kỳ về các vấn đề kinh tế, tài chính, xã hội. Viện được thành lập theo nghị định ngày 24 tháng 2 năm 1926 của Toàn quyền Đông Dương Alexandre Varenne. Tiền thân của viện là Hội đồng Tư vấn Bản xứ Trung Kỳ (Chambre consultative Indigène l’Annam). Viện Dân biểu Trung Kỳ chính thức chấm dứt hoạt động vào ngày 12 tháng 5 năm 1945, sau đạo dụ giải tán viện của vua Bảo Đại.

## Tổ chức
Ủy viên của viện được gọi là "nghị viên", tổng cộng có 33 người. Đứng đầu là viện trưởng.
Thành phần cử tri khá hạn chế vì phải thuộc ít nhất một trong sáu diện sau đây:
1. công chức
2. sinh viên hoàn tất đại học
3. cai tổng
4. đại biểu của hội đồng kỳ hào hàng xã do Viện Cơ mật tuyển chọn
5. quan lại
6. thương gia đóng ngạch thuế cao

Nhiệm vụ của Viện Dân biểu là góp ý với chính phủ về các vấn đề liên quan đến dân chúng bản xứ. Quan trọng hơn, chính phủ Bảo hộ phải tham khảo Viện Dân biểu về ngân sách, thuế khóa và các công trình công cộng ở Trung Kỳ.

### Cải tổ
Ngày 3 tháng 7 năm 1933, hoàng đế Bảo Đại nới rộng thành phần đại diện qua chỉ dụ 45. Theo quy định đó Viện Dân biểu Trung Kỳ phải bao gồm đại diện của ba khối tầng lớp: dân đinh không phải là thương gia (cứ 30.000 dân được bầu một đại biểu), thương gia có đóng thuế môn bài và dân đinh các dân tộc thiểu số. Sắc dụ này cũng lập ra một ủy ban thường trực gồm ba thành viên để làm việc với Bộ Lại, sáp nhập hoạt động của Viện vào việc triều chính.
Đối với tiêu chuẩn cử tri, chính quyền chọn trong số 50 suất đinh mới được một cử tri. Cử tri và ứng viên phải là công dân có nghề nghiệp, hoạt động hợp pháp. Phần lớn cử tri được phát thẻ và ứng viên là hương lý đương chức và viên chức nhà nước.
Nhiệm kỳ của các ủy viên là bốn năm. Mỗi năm viện họp một khóa tại Huế, do vua ra chỉ dụ triệu tập, theo đề nghị của thượng thư Bộ Lại, sau khi đã được khâm sứ Pháp đồng ý. Theo đề nghị của Hội đồng Thượng thư đã được khâm sứ Pháp thông qua, nhà vua có thể ra văn bản giải tán viện, sau khi đã được toàn quyền Đông Dương chuẩn y.
Hàng năm Viện Dân biểu Trung Kỳ được cử hai đại diện làm ủy viên chính thức tại Đại hội đồng Lợi ích Kinh tế và Tài chính Đông Dương (Đại hội đồng Lý tài Đông Dương, thành lập ngày 4 tháng 11 năm 1928).

## Lịch sử
Viện Dân biểu Trung Kỳ có sự góp mặt của nhiều nhà yêu nước Việt Nam nổi tiếng và đầy ảnh hưởng, như Huỳnh Thúc Kháng, viện trưởng đầu tiên của viện.

### Vụ D'Elloy-Huỳnh Thúc Kháng
Năm 1926, Huỳnh Thúc Kháng ra ứng cử nghị viên Viện Dân biểu Trung Kỳ, đại diện ba huyện Tam Kỳ, Thăng Bình, Tiên Phước. Cuộc bầu cử diễn ra tại Tam Kỳ. Huỳnh Thúc Kháng được hơn 620 phiếu trong tổng số 640 phiếu của cử tri. Trong phiên họp khai mạc năm 1926, ông được bầu làm viện trưởng.
Mùa đông năm 1926, Khâm sứ Trung Kỳ Pierre Marie Antoine Pasquier được điều ra Hà Nội làm toàn quyền Đông Dương, thay thế ông làm Khâm sứ Trung Kỳ là D'Elloy. D'Elloy là người có chính kiến bảo thủ, theo chủ nghĩa thực dân. Trong một thông tư đề tháng 11 năm 1926, ông đã viết "nhiều lời mạt sát chửi mắng" làm cho các nghị viên của viện tức giận. Trong Huỳnh Thúc Kháng tự truyện, Huỳnh Thúc Kháng kể lại rằng ông lấy tư cách Viện trưởng, họp với hơn bốn chục dân biểu, đồng thanh phản kháng, vạch từng đoạn trong thông tư, biện bác, cho đăng trên các báo trong Nam, ngoài Bắc. Dư luận ồn lên, thành vụ "D'Elloy - Huỳnh Thúc Kháng".
Tờ phản kháng gửi đi vào tháng 2 năm 1927. Không bao lâu sau đó, D'Elloy về Pháp. Toàn quyền Pasquier phải tìm cách xoa dịu sự bất bình của viện dân biểu.

### Diễn văn đòi quyền lập hiến 1927

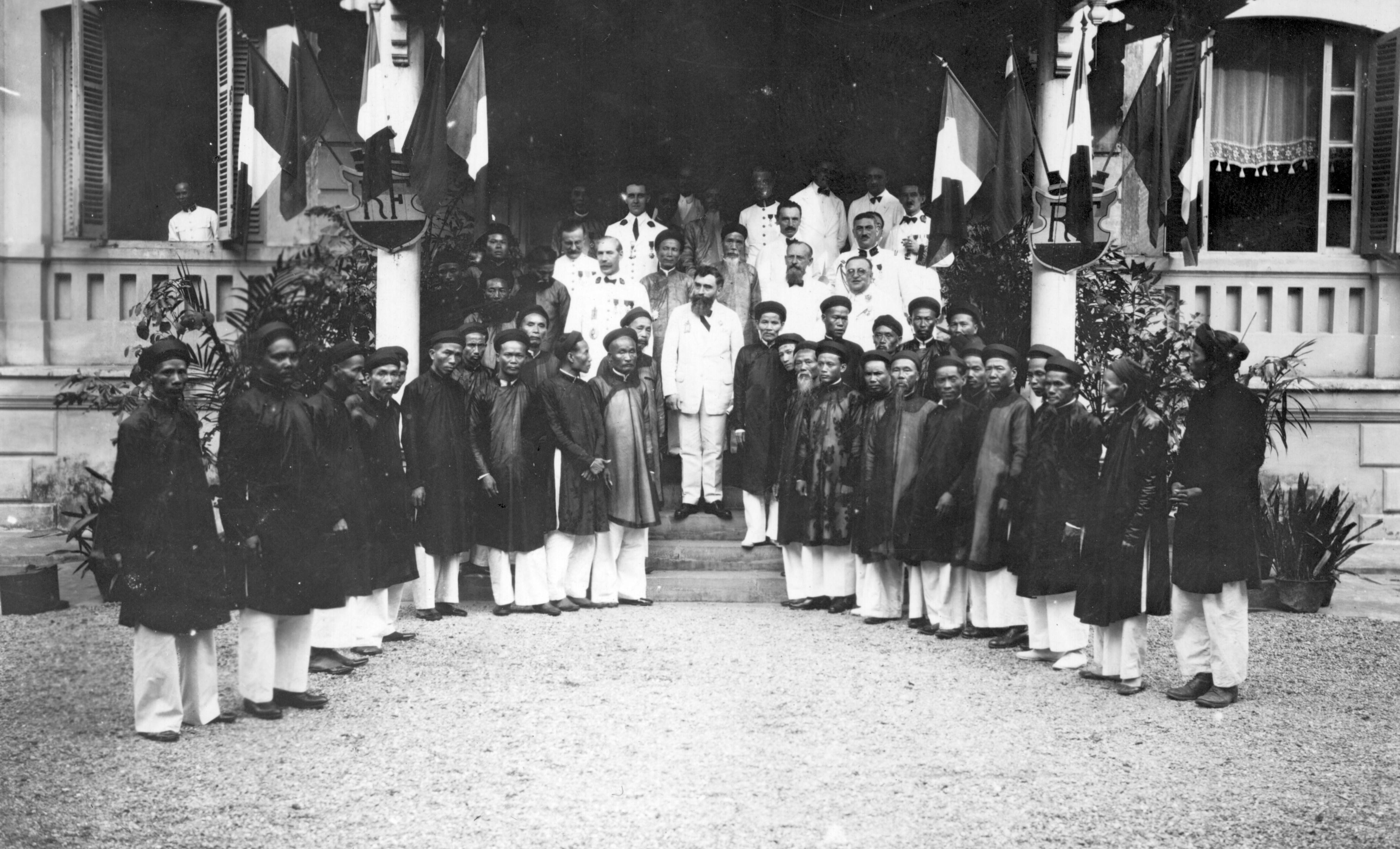
Toàn quyền Alexandre Varenne với các thành viên Viện dân biểu Trung Kỳ, Huế, năm 1927

Trong kỳ đại hội thứ hai của Viện Dân biểu Trung Kỳ vào năm 1927, Viện trưởng Huỳnh Thúc Kháng và các nghị viên đã đặt ra vấn đề chính quyền của người Việt Nam ở Trung Kỳ có một hiến pháp riêng, cũng có nghĩa là thêm hoạt động độc lập và rộng quyền tự trị hơn. Toàn quyền Đông Dương Alexandre Varenne trả lời trong bài diễn văn rằng ông sẵn lòng đề cử điều ấy cho Nam triều. Khâm sứ Trung Kỳ Friès cũng có hỏi ý kiến viện về vấn đề này trong một bức thư mang số hiệu 990A đề ngày 15 tháng 11 năm 1927. Tuy nhiên, chính quyền thực dân Pháp sau đó gác lại vấn đề này, không nhắc tới nữa.
Trong kỳ đại hội thứ ba của Viện Dân biểu Trung Kỳ, ngày 1 tháng 10 năm 1928, dưới sự chủ tọa của Khâm sứ Jabouille, Huỳnh Thúc Kháng đã có một bài diễn văn gây tiếng vang lớn. Trong đó, ông chỉ trích gay gắt những chính sách hà khắc với người dân của chính quyền thuộc địa về thuế khóa, nạn cường hào, tham nhũng và bày tỏ viện dân biểu cần được trao thực quyền, chứ không chỉ "mang cái tên trống mà chúng tôi khỏi phụ cái tấm lòng tin cậy của nhân dân".
Ông cũng bày tỏ ba yêu cầu cơ bản với chính quyền thực dân, tóm gọn lại là việc học, việc thuế, việc hình: 
- Thi hành chính sách giáo dục bắt buộc và cho tự do lập trường học.
- Đánh thuế hàng hóa xa xỉ và giảm thuế sưu.
- Cải cách hệ thống tư pháp, xét xử để người Việt Nam có nhiều quyền bình đẳng hơn.

Huỳnh Thúc Kháng cũng nhân dịp này nhắc lại đòi hỏi về một hiến pháp cho Nam triều với ba đề đạt:
- Yêu cầu toàn quyền Đông Dương đề xuất với chính quyền mẫu quốc Pháp cho phép triều đình Bảo Đại công bố sự cần thiết có hiến pháp mới.
- Điều tra và trưng cầu đóng góp của người dân về dự thảo hiến pháp.
- Mở rộng quyền lực cho Viện Dân biểu Trung Kỳ theo hình thức phổ thông đầu phiếu.

Ông cũng phản bác mạnh mẽ quan điểm "dân An Nam chưa có trình độ lập hiến" của chính quyền thuộc địa với lập luận:
Chúng tôi vẫn công nhận nhân dân xứ này chưa được toàn thể hiểu cái chính thể mới có, song xin thưa rằng: Đường có đi mà sau tới nơi, người có học mà sau mới biết chữ.
Phản ứng lại bài diễn văn của Huỳnh Thúc Kháng, Jabouille tỏ ra không hài lòng và bày tỏ: "bản chức quyết phản kháng lại một cách kịch liệt những điều công kích của ông nghị trưởng". Ngày 2 tháng 10 năm 1928, Huỳnh Thúc Kháng đưa đơn từ chức viện trưởng.
Năm 1933, Thượng thư bộ Lại của chính quyền vua Bảo Đại Ngô Đình Diệm, yêu cầu chính quyền thuộc địa Pháp ban nhiều thực quyền hơn cho Viện Dân biểu Trung Kỳ và Viện Dân biểu Bắc Kỳ, nhưng các đề nghị của ông bị người Pháp từ chối và ông Diệm đã từ chức thượng thư bộ lại.

### Bác bỏ dự luật thuế 1938
Năm 1937, ông Phan Thanh, đảng viên Đảng Cộng sản Đông Dương trúng cử nghị viên Viện Dân biểu Trung Kỳ, đại diện hai huyện Đại Lộc và Hòa Vang, với phiếu áp đảo. Dù là dân biểu của viện nhưng ông Phan Thanh vẫn sống ở Hà Nội và là người cộng sản đầu tiên được bầu vào viện.
Tháng 9 năm 1938, Phan Thanh từ Hà Nội vào Huế. Lúc này, khâm sứ Trung Kỳ cùng với chính quyền Nam triều đưa ra bản dự án tăng thuế và chuyển cho Viện Dân biểu Trung Kỳ để thông qua. Dự án tăng thuế vấp phải sự chống đối mạnh mẽ của người dân ở nhiều tầng lớp. Tại Viện Dân biểu Trung Kỳ, Phan Thanh là một trong những nghị viên dẫn đầu phong trào phản đối.
Thay mặt cho tiểu ban phản biện dự án thuế mới, Phan Thanh hùng hồn phát biểu trước viện. Ông chỉ ra rằng, nếu thực hiện dự án thuế mới thì số người dân được giảm thuế không nhiều, ngược lại số người phải đóng thuế nhiều hơn mức thuế cũ sẽ tăng lên rất nhiều. Ông yêu cầu Viện Dân biểu Trung Kỳ phản đối việc áp dụng dự án thuế mới và yêu cầu chính phủ bảo hộ đưa ra một dự án thuế mới khác, ngõ hầu có thể thực hiện được.
Tối ngày 19 tháng 9 năm 1938, Viện Dân biểu Trung Kỳ biểu quyết bác bỏ dự án mới về thuế của Khâm sứ Trung Kỳ.

### Viện trưởng Nguyễn Phúc Ưng Bình 1940-1945
Năm 1940, Nguyễn Phúc Ưng Bình (1877-1961), một vị hoàng thân, cháu nội của Tuy Lý Vương Miên Trinh, đã được bầu làm viện trưởng Viện Dân biểu Trung Kỳ. Ông Ưng Bình làm viện trưởng cho tới năm 1945.
Ngày 12 tháng 5 năm 1945, vua Bảo Đại ký đạo dụ giải tán Viện Dân biểu Trung Kỳ.
Cơ sở của Viện Dân biểu Trung Kỳ hiện nay đang được sử dụng làm văn phòng của Đại học Huế tại số 3 Lê Lợi, phường Vĩnh Ninh, thành phố Huế.

## Trụ sở
Nơi nhóm họp của Viện Dân biểu được xây năm 1927. Sang thời Đệ Nhất Cộng hòa Việt Nam khu vực này thuộc Viện Đại học Huế và được dùng làm văn phòng hành chánh.

## Danh sách viện trưởng
- Huỳnh Thúc Kháng (1926-1928)
- Nguyễn Trác
- Nguyễn Phúc Ưng Bình (1940-1945)